# Mangatainoka (rivière)
La rivière Mangatainoka (en anglais : Mangatainoka River) est un cours d'eau qui s’écoule dans la région de Wairarapa dans l’Île du Nord de la Nouvelle-Zélande.

## Géographie

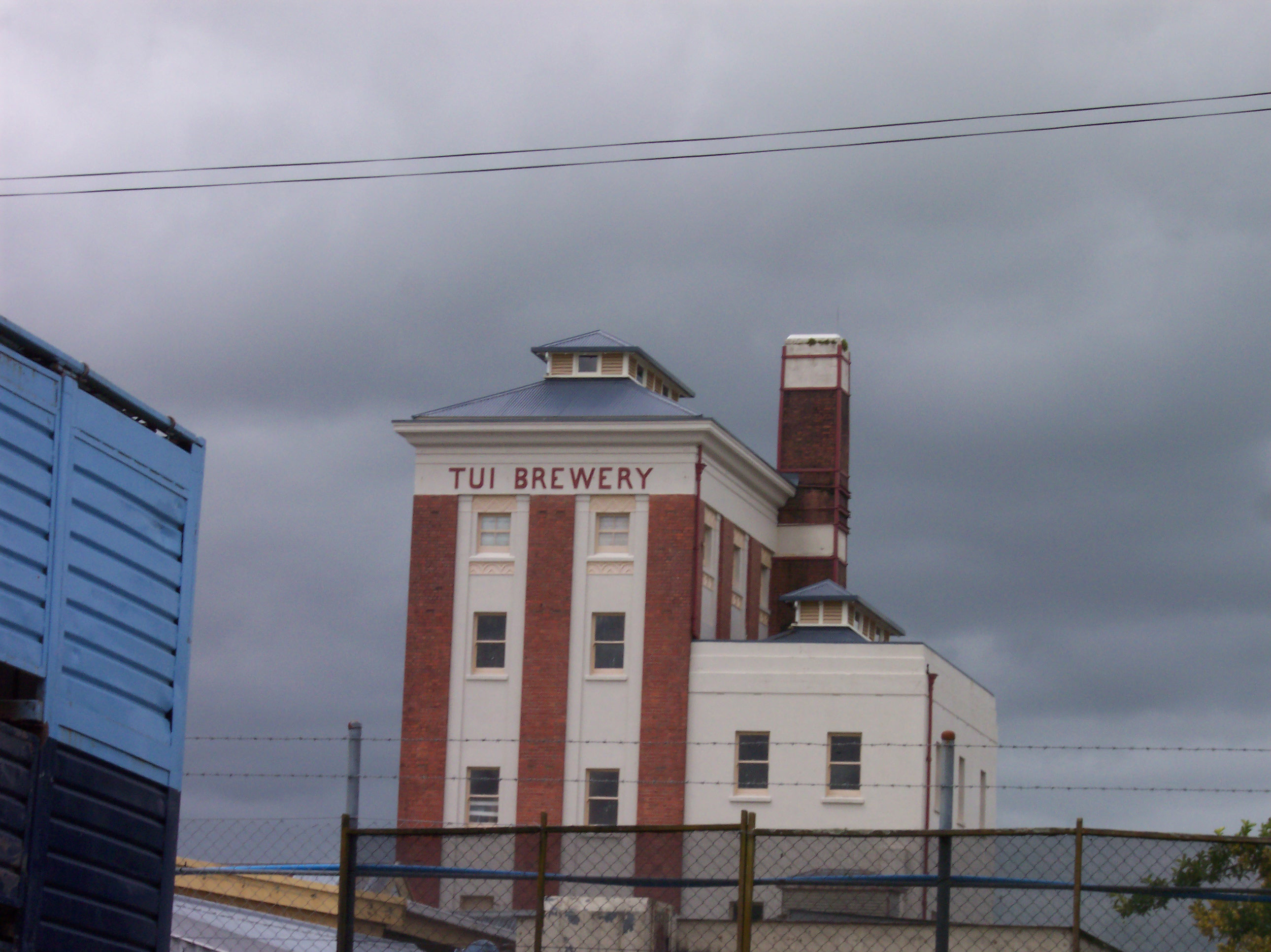
Brasserie Tui Brewery à Mangatainoka utilisant les eaux de la rivière Mangatainoka

Ses eaux sont considérées comme si pures que la brasserie Tui Brewery (en), bien connue des amateurs de bière, s’est installée là. 
Sa source est située sur le côté est de la chaîne de Tararua au sud-ouest de la ville d’Eketahuna, et grossièrement parallèlement à la ligne de chemin de fer de la ligne de Wairarapa (en) et de la State Highway 2 (en), qui passent à travers le nord de la région de Wairarapa avant de rejoindre la rivière Tiraumea juste avant sa confluence avec le fleuve Manawatu au sud de la ville de Woodville.  Le pont du chemin de fer de 162 m au-dessus de la rivière entre la ville de Newman et ‘Hukanui’ est le plus long de l’ensemble de la ligne, et plus loin vers le nord, le petit village de Mangatainoka est installé sur la rive Nord de la rivière près de Pahiatua. 
De 17 km de longueur  en septembre 2020, la Mangatainoka coule globalement de l'ouest vers l'est.
Avant la colonisation par les Européens de la Nouvelle-Zélande, la rivière était peu profonde et étroitement bordée de matai, rimu et des arbres totara, qui préviennent les inondations vers les zones humides le long de la rivière. Toutefois, la suppression à grande échelle de la forêt et le drainage pour obtenir des terres fertiles pour l’agriculture a causé un flux plus rapide au niveau de la rivière, approfondissant le chenal, avec une érosion croissante, d'où les tentatives pour l'encourager à faire des méandres et revenir à un flux plus lent. Ceci a entraîné des crues dévastatrices, en particulier en l'an 2000, qui causa au moins 200 000 à 300 000 NZ$ de dommage pour le projet du conseil régional pour stabiliser le cours de la rivière et réhabiliter son environnement.

## Aménagements et écologie

### Loisirs
La rivière est réputée pour la pêche, spécialement pour ses truites. Approximativement  50 km du cours de la rivière sont aptes à la pêche et du fait de la présence de la State Highway 2 (en) et des villes majeures du nord de Wairarapa, son accès est facile.